# Ampeleíes
Ampeleíes är en ort i Grekland.   Den ligger i prefekturen Nomós Péllis och regionen Mellersta Makedonien, i den norra delen av landet, 300 km norr om huvudstaden Aten. Ampeleíes ligger 148 meter över havet och antalet invånare är 1 070.
Terrängen runt Ampeleíes är varierad, och sluttar söderut. Runt Ampeleíes är det ganska tätbefolkat, med 149 invånare per kvadratkilometer. Närmaste större samhälle är Giannitsá, 5,0 km söder om Ampeleíes. Trakten runt Ampeleíes består till största delen av jordbruksmark.